# Symmetroscyphus australis
Symmetroscyphus australis is een hydroïdpoliep uit de familie Thyroscyphidae. De poliep komt uit het geslacht Symmetroscyphus. Symmetroscyphus australis werd in 2003 voor het eerst wetenschappelijk beschreven door Vervoort & Watson. 